# Даулатпур (подокруг, Маникгандж)
Даулатпур (бенг. দৌলতপুর, англ. Daulatpur) — подокруг в центральной части Бангладеш в составе округа Маникгандж. Образован в 1919 году. Административный центр — город Даулатпур. Площадь подокруга — 216,24 км². По данным переписи 1991 года численность населения подокруга составляла 138 606 человек. Плотность населения равнялась 641 чел. на 1 км². Уровень грамотности населения составлял 20,15 %. Религиозный состав: мусульмане — 91,71 %, индуисты — 8,24 %, христиане — 0,028 %, прочие — 0,022 %.